# Rosedale (Toronto)
Rosedale – jedna z najstarszych dzielnic kanadyjskiego miasta Toronto, leżąca w centrum miasta. W dzielnicy znajdują się głównie luksusowe wille.
Nazwa Rosedale wzięła się od dzikich róż, porastających dawniej ten teren. Okolica przypomina wyspę odciętą głębokimi jarami polodowcowymi od reszty miasta, a została założona w XIX wieku jako dzielnica-park.
Inną podobną okolicą, także położoną centralnie, jest Forest Hill, nieopodal Casa Loma, lokalnego zamku, stanowiącego jedną z głównych atrakcji Toronto. 